# SP-132
A SP-132 é uma rodovia radial do estado de São Paulo, administrada pelo Departamento de Estradas de Rodagem do Estado de São Paulo (DER-SP).

## Denominações
Recebe as seguintes denominações em seu trajeto:
Nome:	Caio Gomes Figueiredo, Doutor	
- De - até:	Pindamonhangaba - Vila Piracuama
- Legislação:	LEI 5.297 DE 12/09/86

## Descrição
Principais pontos de passagem: Pindamonhangaba - SP 123 (Piracuama)

## Características

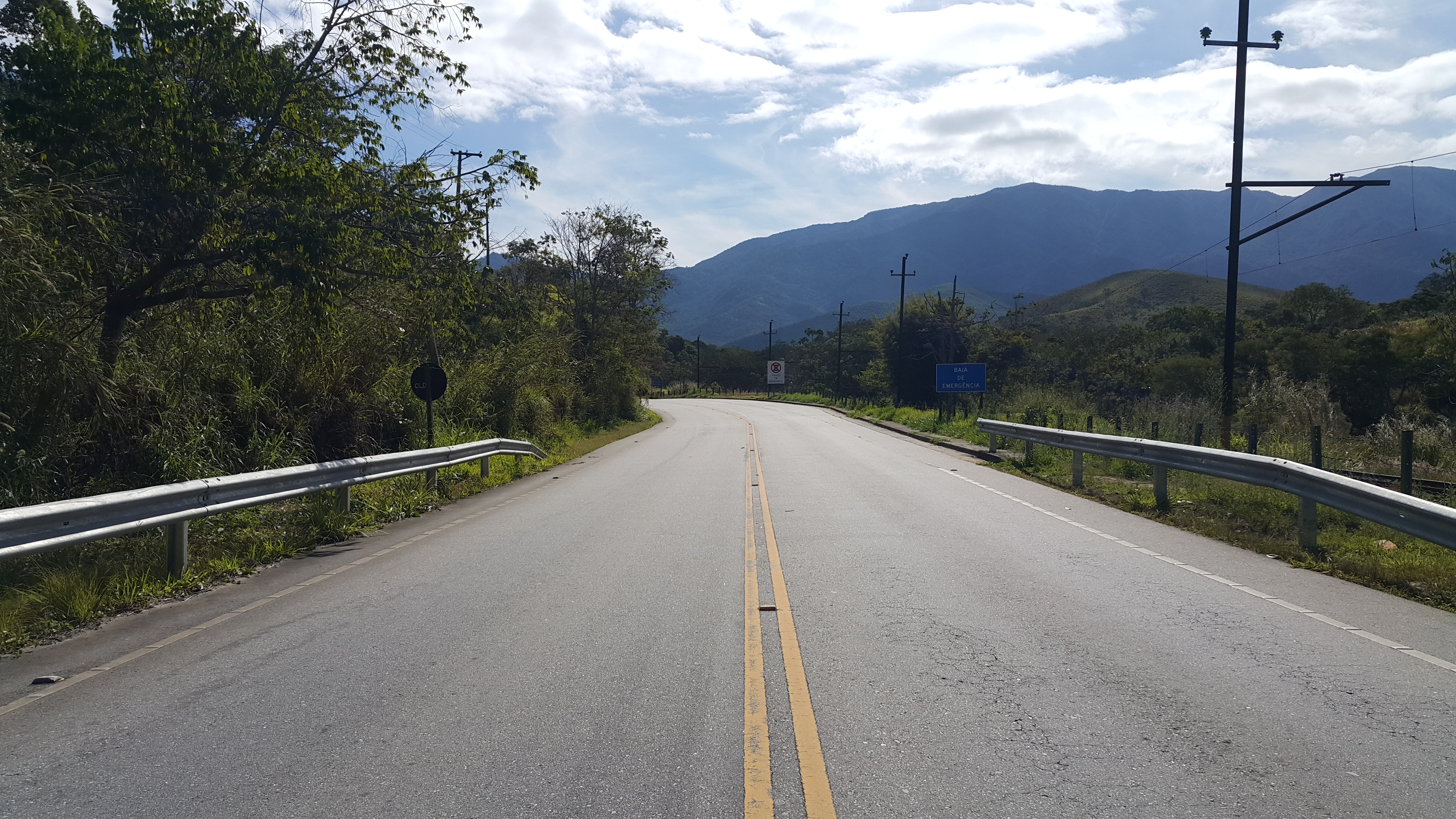
Trecho da SP-132.

### Extensão
- Km Inicial: 151,000
- Km Final: 167,710

### Localidades atendidas
- Pindamonhangaba